# Сильнодействующее лекарство (роман)
Сильнодействующее лекарство (англ. Strong Medicine) — роман 1984 года американского писателя Артура Хейли жанра производственный роман о фармацевтической промышленности. 

## Описание сюжета
Роман описывает жизнь и карьерный путь Селии Джордан, прошедшей путь от торгового агента до руководителя крупной фармацевтической компании «Фелдинг-Рот».

## Критика
Роман занял тринадцатое место в списке бестселлеров 1984 года.
Патрисия И. Мортон в обзоре для Library Journal описывает роман  как «превосходный и современный», но критикует героиню за «нереалистичность». 
Дэвид Вудс в Canadian Medical Association Journal отмечает роман за необычный в целом «благоприятный» подход к фармацевтической промышленности, но критикует «картонные» характеры романа.

## Экранизация
В 1986 году вышел телевизионный мини-сериал. В главных ролях снялись: Памела Мартин, Патрик Даффи  и Дик Ван Дайк.
В своей рецензии опубликованной в New York Times критик Джон О'Коннор описывает экранизацию как «рецепт от длительного одурения» и критикует сериал за отсутствие негров.